# ثنائيات المخالب
ثنائيات المخالب (بالإنجليزية: Dionycha)‏ هي مجموعة فرعية من العناكب رتيلية الشكل تتبع ذوات النتوء القصبي الخلف جانبي.

## التصنيف
- ثنائيات المخالب
  - العنكبوتينات القافزة
    - فصيلة العناكب القافزة
      - أسرة القافزاوات
        - جنس القافز